# Камбы-лама
Ка́мбы-лама — титул главы буддистов Тывы.

## История титула
В XIX веке первые урянхайские камбы-ламы, настоятели (хамбо) крупного Чаданского хурээ, могли называться главами тувинского буддизма, однако формально такого титула не носили, так как фактически Урянхайский край находился под духовным и политическим управлением монгольского Богдо-гэгэна из Урги.
Первая попытка создания независимого руководства тувинскими буддистами относится к осени 1917 года. Тогда уполномоченный комиссар Временного правительства России по делам Урянхайского края А. А. Турчанинов, отталкиваясь от бурятской модели, санкционировал появление у тувинцев должности Пандито-хамбо-ламы с целью консолидации тувинцев вокруг Лобсан Чамзы хамбо-ламы, лояльного по отношению к России. Хотя детали этого плана неизвестны, но фактически подобное назначение состоялось, так как в 1919 году департамент Инославных и Иноверческих исповеданий Управления по делам Вероисповеданий Колчаковского  правительства отпустил в "распоряжение Бандидо-хамбо-ламы Урянхайского духовенства" 20 тысяч рублей.

## Современность
С 1997 года титул «Камбы-лама» реинтерпретируется как «религиозный глава всех тувинских буддистов», и избирается по демократическому принципу. Согласно уставу Управления Камбы-ламы Республики Тыва (УКЛРТ), учредительный съезд которого состоялся в Кызыле в 1997 году, на должность Камбы-ламы стали выдвигаться кандидаты и избираются посредством общего голосования среди представителей буддийского духовенства. Выборы проходят каждые пять лет.
- O.  Казак Оргудаевич Сандак (1991—1997). Он первым, в постсоветское время, исполнял обязанности верховного ламы Тувы, но не был Камбы ламой[3].
- I.  Аганак Щорсович Хертек (1997 — 29 сентября 2000 года) С начала 1990-х годов активно сотрудничал, как переводчик, с тибетскими ламами. Ушёл в отставку, объясняя это необходимостью получения буддийского образования в тибетских монастырских центрах на территории Индии.
- II. Еше Дагпа (2000—2002) — гелонг, выпускник университета при Иволгинском дацане. В миру Долаан Куулар. Он в 2002 году ушёл в отставку.
- III. Лобсан Тубден (Март-оол Николаевич Норбу-Самбу) (2002—2005).
- IV. Джамбел Лодой (Апыш-Оол Шууракайович Сат) (2005—2010) — гелонг, обучался в тибетском монастыре Дрепунг Гоман (на территории Индии), был ламой Санкт-Петербургского дацана. Джампел Лодой развернул активную деятельность по налаживанию контактов с главами калмыцкой и бурятской частей буддийской Сангхи РФ, строительству новых крупных монастырских комплексов, сотрудничеству с местными республиканскими и федеральными властями.
- V.  Сульдум Башкы (Николай Бугажикович Куулар) —(12 марта 2010 года — 11 сентября 2014 года).
- VI.  Лопсан Чамзы (Байыр-оол Серенович Шыырап) (13 ноября 2014 года — 29 ноября 2019 года) — родился в 1976 году в селе Кунгуртуг Тере-Хольского района. С 1994 года проходил двугодичное обучение в Дхарма-центре в Кызыле, затем обучался в Гоман-дацане в Индии. С 2009 года до своего избрания исполнял обязанности настоятеля терехольского хурээ «Чыргалан». В своей предвыборной программе сделал упор на повышении культуры поведения священнослужителей, налаживании отношений и служебных контактов с духовенством буддийских регионов России и Монголии, более широком использовании средств Интернета для духовного просвещения верующих и усиления работы с населением, направленной на преодоление проблем, связанных с духовным и физическим здоровьем[4]. Церемония интронизации нового Камбы-Ламы прошла 11 декабря 2014 года в Доме народного творчества и досуга[5].
- VII.  Джамбел Лодой (Апыш-Оол Шууракайович Сат) (избран 29 ноября 2019 года, скончался 23 июня 2020 года) — в середине двухтысячных он уже занимал эту должность в 2005-2010 годах[6].
- VIII. Гелек Нацык-Доржу (Сергек Олегович Сарыглар) (избран 4 октября 2020 года) — обучался 5 лет в университете при Иволгинском дацане. С третьего курса был там старостой тувинских хувараков и представителем Камбы-Ламы Республики Тыва. В 2015 защитил степень Гебши.

### История избрания Камбы-лам
Сульдум Башкы (Николай Бугажикович Куулар) — один из старейших лам Тувы.
12 марта 2010 года состоялись выборы Верховного ламы республики. Они были досрочными и должны были пройти в апреле 2010 года, но в связи с изменениями графика работы управления на общем собрании 7 марта было решено провести выборы раньше.
На выборах было предложено три кандидатуры — Джамбел Лодой, Болат-оол Мерген, представитель храма «Алдын Хурээ» в городе Чадан, и лама Сульдум Башкы. После оглашения кандидатов Лодой и Мерген сняли свои кандидатуры в пользу Башкы, объяснив, что это решение будет правильным, так как Башкы является одним из старейших и уважаемых лам республики. За кандидатуру Башкы проголосовало большинство.
«Я очень рад, что хурал прошел по-дружески и все понимали важность изменения устава. Нам предстоит большая работа по реорганизации управления и реализации плана развития буддизма в Туве», — заявил новоизбранный Верховный лама.

#### Лопсан Чамзы (Байыр-оол Серенович Шыырап)
Избрание нового главы буддистов Тувы состоялось в связи с уходом из жизни после продолжительной болезни в 11 сентября 2014 года Камбы-ламы Тензина Цультима. В выборах приняли участие 76 буддийских священнослужителей и представителей общественных буддийских организаций Тувы, собравшихся на седьмой внеочередной съезд, проходивший в Кызыле 13 ноября 2014 года.